# Archimédův šroub

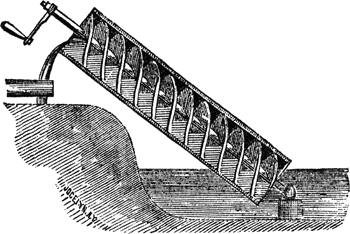
Archimédův šroub

Animace Archimédova šroubu

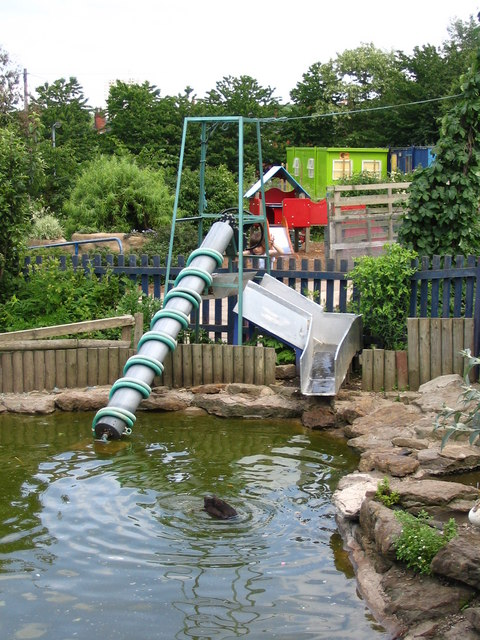
Archimédův šroub zhotovený navinutím hadice na válec v Heeley City Farm v Sheffieldu

Archimédův šroub je jedno z nejstarších známých čerpadel, popsané Archimédem,[zdroj⁠?!] který toto zařízení viděl při svých cestách po Egyptě.[zdroj⁠?!] Údajně Visuté zahrady Semiramidiny byly zavlažováný takovýmto způsobem. Jde o šikmo uloženou šnekovou hřídel v korytě, případně o korýtko nebo trubku navinutou ve šroubovici kolem šikmo uložené hřídele. Přepravovaná kapalina (nejčastěji voda) je v kapsách tvořených závity držena gravitací a čerpání je prováděno otáčením šneku nebo hřídele.

## Historie
Většina Archimédových prací z oboru strojírenství vznikla k uspokojení potřeb domovského města Syrakus. Řecký spisovatel Athénaios popsal, jak král Hierón II. pověřil Archiméda návrhem obří lodi Syrakúsie, která by mohla být použita pro luxusní cestování a převážení zásob. Syrakúsia byla údajně největší loď postavená v klasickém starověku. Podle Athénaia byla schopna pojmout 600 lidí a byla vybavena okrasnými záhony, tělocvičnou a chrámem zasvěceným bohyni Afrodíté. Velmi důležitým prvkem na lodi byl Archimédův šroub, jehož úkolem bylo odstranění stokové vody. Tvořila ho šikmo postavená trubka se zabudovanou spirálou těsně uloženou na hřídeli. Voda byla v kapsách tvořených závity držena gravitací a čerpání bylo prováděno otáčením hřídele.

## Současnost
Archimédův šroub se užívá jako čerpadlo dodnes. Jeho velkou výhodou je jednoduchost a spolehlivost i při čerpání silně znečištěných kapalin. Příkladem mohou být šneková čerpadla odpadní vody v pražské čistírně odpadních vod.
Na podobném principu pracuje šnekový dopravník. Používá se běžně k transportu substrátů jako je zrní, drobné uhlí, pelety apod. nebo kašovitých hmot například v potravinářství.
Také nástroj zvaný lentulo používaný ve stomatologii k plnění kořenových kanálků pracuje na tomto principu.